# Wilma Nielsen
Wilma Nielsen (2 de junio de 2001) es una deportista de Suecia que compite en atletismo. Ganó una medalla de bronce en el Campeonato Europeo de Atletismo Sub-23 de 2021, en la prueba de 800 m.